# Moyenvic
Moyenvic és un municipi francès, situat al departament del Mosel·la i a la regió del Gran Est. L'any 2007 tenia 361 habitants.

## Demografia

### Població
El 2007 la població de fet de Moyenvic era de 361 persones. Hi havia 139 famílies, de les quals 32 eren unipersonals (8 homes vivint sols i 24 dones vivint soles), 44 parelles sense fills, 55 parelles amb fills i 8 famílies monoparentals amb fills.
La població ha evolucionat segons el següent gràfic:
Habitants censats

### Habitatges
El 2007 hi havia 164 habitatges, 139 eren l'habitatge principal de la família, 6 eren segones residències i 19 estaven desocupats. 144 eren cases i 20 eren apartaments. Dels 139 habitatges principals, 109 estaven ocupats pels seus propietaris, 29 estaven llogats i ocupats pels llogaters i 1 estava cedit a títol gratuït; 4 tenien dues cambres, 7 en tenien tres, 34 en tenien quatre i 94 en tenien cinc o més. 106 habitatges disposaven pel capbaix d'una plaça de pàrquing. A 63 habitatges hi havia un automòbil i a 62 n'hi havia dos o més.

### Piràmide de població
La piràmide de població per edats i sexe el 2009 era:
| Homes | Edats   | Dones |
| ----- | ------- | ----- |
| 0     | 95 o +  | 0     |
| 0     | 90 a 94 | 0     |
| 4     | 85 a 89 | 4     |
| 0     | 80 a 84 | 0     |
| 8     | 75 a 79 | 16    |
| 12    | 70 a 74 | 8     |
| 4     | 65 a 69 | 8     |
| 4     | 60 a 64 | 4     |
| 0     | 55 a 59 | 0     |
| 12    | 50 a 54 | 12    |
| 12    | 45 a 49 | 4     |
| 8     | 40 a 44 | 12    |
| 20    | 35 a 39 | 16    |
| 20    | 30 a 34 | 12    |
| 8     | 25 a 29 | 16    |
| 4     | 20 a 24 | 4     |
| 12    | 15 a 19 | 28    |
| 20    | 10 a 14 | 12    |
| 16    | 5 a 9   | 16    |
| 16    | 0 a 4   | 12    |

## Economia
El 2007 la població en edat de treballar era de 219 persones, 146 eren actives i 73 eren inactives. De les 146 persones actives 128 estaven ocupades (73 homes i 55 dones) i 18 estaven aturades (8 homes i 10 dones). De les 73 persones inactives 25 estaven jubilades, 20 estaven estudiant i 28 estaven classificades com a «altres inactius».

### Ingressos
El 2009 a Moyenvic hi havia 138 unitats fiscals que integraven 355,5 persones, la mediana anual d'ingressos fiscals per persona era de 14.337 €.

### Activitats econòmiques
L'únic establiment que hi havia el 2007 era d'una empresa de serveis.
L'any 2000 a Moyenvic hi havia 8 explotacions agrícoles que ocupaven un total de 1.425 hectàrees.

## Equipaments sanitaris i escolars
El 2009 hi havia una escola elemental integrada dins d'un grup escolar amb les comunes properes formant una escola dispersa.

## Poblacions més properes
El següent diagrama mostra les poblacions més properes.